# Ángel Faus Belau
Ángel Faus Belau (Villarreal, Castellón; 9 de febrero de 1936 - Castellón de la Plana, 30 de agosto de 2020) fue un periodista español y catedrático honorario de la Facultad de Comunicación de la Universidad de Navarra. Está considerado como uno de los mayores especialistas europeos en radio, además de ser el primer doctor de Ciencias de la Información de España (1979) y fue maestro de veinticinco promociones de periodistas.

## Biografía

### Formación radiofónica
Desde muy joven tuvo clara su vocación periodística. Su familia, en la que abundaban los médicos, quiso encaminarle hacia el Derecho. Pero tras concluir el bachillerato, Faus continuó con su objetivo, colaborando en diversos periódicos y emisoras de radio de Valencia, tanto de ámbito local como nacional. En 1954, en Madrid, conoció a su maestro Antonio G. Calderón, creador de la narrativa radiofónica española. En 1958 se planteó formarse en el extranjero, y se trasladó a Francia (RTL) y Alemania donde permaneció hasta junio de 1962. En Berlín fue alumno de los profesores Emil Dovifat, Otto Groth y Otto B. Roegele. Tras ocho años de ejercicio profesional, -en julio de 1962- llegó a Pamplona para sistematizar los conocimientos prácticos que había adquirido con el rigor universitario que ofrecía entonces el Instituto de Periodismo de la Universidad de Navarra.

### Instituto de Periodismo de la Universidad de Navarra: enseñanza de Radio
Faus asistió en el verano de 1962 a la quinta edición de un Curso de verano, organizado por el Instituto de Periodismo de la Universidad de Navarra. Durante el curso, los asistentes trabajaron en Redacción, una publicación que finalmente vio la luz el 11 de agosto de 1962 bajo la dirección del propio Ángel Faus. Posteriormente realizó la licenciatura de periodismo en el Instituto de Periodismo de la Universidad de Navarra (1962-1964), en la que obtuvo el Premio Extraordinario Fin de Carrera. Fue el primer doctor de Ciencias de la Información de España, en 1979.
En septiembre de 1966, Manuel Martín Ferrand regresó a Madrid. Había venido desde la cadena SER para dar clase en el Instituto de Periodismo en enero de 1965. Para sustituirle haciéndose cargo de la enseñanza de Radio y Televisión se pensó en Ángel Faus e Iñaki Gabilondo, dos jóvenes recién salidos del propio Instituto de Periodismo en septiembre de 1964. Faus se ocupó de la asignatura de Hemerografía I y II, e Iñaki Gabilondo de la de Radio  en la que siguió hasta ocupar la dirección de Radio Popular de San Sebastián.
A comienzos de 1965 Faus dirigió la construcción y puesta en marcha del primer estudio de Radio creado en una Universidad española, y el segundo en Europa. Emil Dovifat (1890-1969) había creado uno en Berlín en 1935. Las obras de instalación se prolongaron desde agosto de 1964 hasta finales de ese año. Se ocuparon dos aulas situadas en el Edificio Central de la Universidad de Navarra: una sala de control, inmediato a la clase, y el locutorio en la sala siguiente.
En 1971 se estrenaron dos nuevos estudios de Radio, remodelando completamente el anterior. Estaban emplazados en una de las torres del Edificio Central y equipados con modernos aparatos de grabación y montaje. Como Iñaki Gabilondo había cesado en octubre de 1970 como profesor de Radio, Faus le sustituyó. También dirigió Faus la instalación y puesta en marcha del primer estudio de Televisión en una universidad europea. En el curso 1971-72 se incorporó Juan José García-Noblejas al claustro académico.
El 10 de marzo de 1979 Faus defendió su tesis doctoral «La tecnología en la información televisiva», que dirigida por Alfonso Nieto Tamargo, recibió la calificación de sobresaliente cum laude. Fue la primera tesis doctoral en la historia del periodismo español.
En febrero de 1975 Faus gestionó con las emisoras locales de Pamplona la cesión de espacios radiofónicos para emitir los programas de prácticas de los alumnos. Radio Requeté (hoy Radio Pamplona, SER), La Voz de Navarra del Grupo Radiocadena Española (RCE) y Radio Popular apoyaron en todo momento el trabajo de “los alumnos de Periodismo de la Universidad de Navarra”, como anunciaba la entradilla de esos trabajos.
En el curso 1985-86 comenzó la asignatura "Teoría y práctica de la expresión audiovisual", cuyo principal responsable era Ángel Faus. Su contenido básico se centraba en la Información Televisiva y Radiofónica, incluyendo las perspectivas teórica, histórica y práctica.
En 1988, Faus formó parte del consejo editorial de la revista Comunicación y Sociedad, una revista científica editada por la facultad de Comunicación, que apareció en 1988. Esta revista de periodicidad semestral pretende reflejar algunas de las investigaciones teóricas desarrolladas en la facultad de Comunicación.
Faus impulsó la emisora 98.3 Radio Universidad de Navarra, que comenzó sus emisiones en prueba el 29 de septiembre de 1999 y se inauguró el 6 de octubre, con la asistencia de autoridades locales y regionales. Faus diseñó unos estudios y equipos de alto nivel en el edificio de Ciencias Sociales de la Universidad. En la preparación de la insonorización y aislamiento de los estudios participó un experto de la BBC.
A lo largo de su larga actividad docente, Faus ha sido maestro de veinticinco promociones de periodistas. También ha sido profesor invitado en universidades de Alemania, Austria, México, Chile y Argentina. En 1975 asesoró en comunicación a diversas empresas, siendo consultor sénior de Innovation Media Consulting Group.
Tras su jubilación, regresó a su ciudad natal, donde trató de reconstruir la historia de la radio en España. Fruto de su investigación fue la publicación de La radio en España (1896-1977). Una historia documental.

## Vida privada
Ángel Faus se casó con María Luis Alcaraz Castelló. El matrimonio tuvo cinco hijos: María Luisa, María Ángeles, Ángel, Begoña y Luis Faus Alcaraz. En el momento de su fallecimiento contaba con once nietos. El funeral se celebró el 31 de agosto en la Concatedral de Santa María de la capital castellonense.

## Academias y Asociaciones a las que perteneció
- Miembro de la Academia de las Artes y las Ciencias Radiofónicas de España.
- Socio de la Asociación Internacional de Radiodifusión (AIR)[9]
- Miembro Correspondiente de la Sociedad Alemana de Publicística y Ciencia Periodística (DGPZW) desde 1969.
- Miembro Correspondiente de la Sociedad Alemana de Cine y Televisión (DGFFG) desde 1973.
- Miembro Correspondiente de la Association Internationale des Etudes et Recherches (AIERI) desde 1969.
- Becario del Servicio Alemán de Intercambio Académico (Deutsche Akademische Austausch Dienst DAAD).

## Publicaciones
Publicó alrededor de trescientos artículos sobre radio y televisión.
Fue autor de diversos libros, entre los que destacan: 
- La ciencia periodística de Otto Groth, Pamplona, Universidad de Navarra, Instituto de Periodismo, 1966, 135 pp.
- La radio: introducción al estudio de un medio desconocido, Madrid, Guadiana de Publicaciones, 1974, 362 pp. ISBN 8425101220. Primer manuel completo sobre la radio publicado en España.
- La información televisiva y su tecnología, Pamplona, EUNSA, 1980, 2ª ed., 646 pp. ISBN 8431306726.
- La radio: introducción a un mundo desconocido, Madrid, Latina, 1981, 2ª ed., 310 pp.
- Radio y universidad: treinta años de radio en la Facultad de Ciencias de la Información de la Universidad de Navarra, Pamplona, Servicio de Publicaciones de la Universidad de Navarra, 1991, 240 pp, ISBN 8487146554.
- La era audiovisual: historia de los primeros cien años de la radio y la televisión, Barcelona, Eiunsa, 1995, 320 pp. ISBN 8487155367.[15]
- La radiotelevisión ante el futuro tecnológico, Pamplona, Universidad de Navarra, Servicio de Publicaciones, 1995, 224 pp. ISBN 8480810009.
- Reinventar la radio [Recurso electrónico], Quito (Ecuador), Centro Internacional de Estudios Superiores de Comunicación para América Latina, 2001, núm. 74 (junio de 2001), ISSN 1390-1079.
- La radio en España (1896-1977). Una historia documental, Madrid, Taurus, 2007, 1249 p. ISBN 9788430606504.[16] Una investigación respaldada por más de ocho mil documentos seleccionados de entre un total de 37.000 obtenidos en los archivos históricos españoles[17].en el que Faus concluye que el inventor de la radio fue el ingeniero español Julio Cervera Baviera[18] y en ningún caso el físico italiano Guillermo Marconi.[4]

## Homenajes
El 9 de junio de 2007, la Facultad de Comunicación de la Universidad de Navarra rindió un homenaje a Ángel Faus. Para ello, organizó una mesa redonda sobre "Los retos profesionales de la radio" en la que participaron, entre otros, el presidente de Onda Cero, Javier González Ferrari; el subdirector de informativos de la COPE, José Antonio Araquistáin; el subdirector del programa Hoy por hoy de la cadena SER, Pedro Blanco Ariza; y Pedro Roncal, del Instituto Oficial de Radio y Televisión de RTVE. Uno de sus alumnos, Pedro Blanco, recordó una descripción que, sobre la radio, les dio el profesor Faus: "La radio es la vida que suena con amor".
En el acto académico, celebrado en el Aula Magna de la Universidad, intervinieron, bajo la presidencia del vicerrector Manuel Casado Velarde: el profesor honorario de Comunicación y exrector Alfonso Nieto Tamargo, Juan Pablo Colmenarejo, antiguo alumno y periodista radiofónico, y la decana de la facultad María Teresa La Porte. El día anterior, Radio Universidad de Navarra se sumó al homenaje, ofreciendo una programación especial en homenaje a su fundador.

## Premios
Entre otros, recibió los siguientes premios:
- Premio Internacional de Teatro Radiofónico Margarita Xirgu (1992), convocado por Radio Nacional de España-Radio Exterior de España, y el Instituto de Cooperación Iberoamericana.[19]
- Premio Poble (2009)
- Premio Onda Cero Castellón de la Comunicación (2019)[20][21]